# تيتانفال
تايتنفال (بالإنجليزية: Titanfall)‏ هي لعبة فيديو من نوع تصويب منظور الشخص الأول، تاريخ صدورها هو 2014، وهي متوفرة على أجهزة مايكروسوفت ويندوز وإكس بوكس 360 وإكس بوكس ون. اللعبة من تطوير ريسباون إنترتينمنت ومن نشر إلكترونيك آرتس.

## روابط خارجية
- تيتانفال على موقع IMDb (الإنجليزية)